# Nola vieui
Nola vieui är en fjärilsart som beskrevs av De Toulgoët 1961. Nola vieui ingår i släktet Nola och familjen trågspinnare. Inga underarter finns listade i Catalogue of Life.